# Эвикция
Эвикция — в гражданском праве истребование у покупателя приобретённого им имущества по основаниям, возникшим до продажи (например, третье лицо ссылается на то, что ему, а не продавцу принадлежит право собственности). В случае эвикции продавец обязан возместить покупателю понесённые им убытки. По российскому гражданскому праву ответственность за эвикцию перед покупателем несет продавец, если только он не доказал, что покупатель знал или должен был знать о наличии оснований для изъятия товара третьим лицом.
В правопорядках Англии и США в любом договоре купли-продажи в силу закона продавец гарантирует покупателю спокойное владение вещью, которая свободна от обременения и требований, даже не известных в момент заключения договора. Право ФРГ и Японии не возлагает на продавца обязанности гарантии спокойного владения вещью. В этих правопорядках при эвикции вещи у покупателя он вправе считать договор неисполненным со всеми вытекающими последствиями.
В названных выше Англии и США под эвикцией чаще всего понимается не истребование имущества, а принудительное выселение из социального, служебного или иного временного жилья вместе с членами семьи и другими сожителями/сожительницами (глагол to evict = «выселять», деепричастный оборот being evicted = «будучи выселенным») за нарушение условий пользования указанным жильём.